# 神鬼駭客：史諾登
是一部2016年美國傳記驚悚片，由奧利佛·史東執導，並與基蘭·費茲傑拉德（Kieran Fitzgerald）共同編劇。電影是根據英國《衛報》記者路克·哈丁的《史諾登檔案：世界最大泄密事件內幕揭秘》及阿納托利·庫徹雷納的《章魚的時間》改編。電影由喬瑟夫·高登-李維飾演主角愛德華·史諾登，莎蓮·活莉、梅莉莎·李歐、沙查·昆圖、湯姆·威金森、史葛·伊士活、羅根·馬歇爾-格林、提摩西·奧利芬、班·史奈澤、瑞斯·伊凡斯及尼可拉斯·凱奇主演。主要拍攝於2015年2月16日在德國慕尼黑開始進行。
《斯諾登風暴》於2016年7月21日於聖地亞哥國際漫畫展上試映，並於2016年9月9日的多倫多國際影展上首映，2016年9月16日在美國上映。因內容議題敏感，使電影獲得褒貶不一的評價，且商業表現失利而成為票房炸彈。

## 劇情
改編自真人真事。
2013年6月5日，愛德華·史諾登安排與紀錄片製作人羅拉·柏翠絲與記者葛蘭·格林沃爾於香港進行秘密會晤，希望透過他們聯絡英國的《衛報》。他們討論向公眾披露有關美國國家安全局（NSA）進行大規模監控的機密文件，因此被視為叛國並遭到通緝。
史諾登憶述2004年，他加入了美國陸軍接受基礎培訓，有意投身於美軍特種部隊，卻因培訓期間跌斷脛骨，被通知他將會獲得行政安排退出，但他仍能以其他方式為國家服務。他後來申請中央情報局（CIA）的職位，並隨後接受篩選。最初他回答篩選的問題表現欠佳，然而CIA的副主任柯賓·歐布萊恩（Corbin O’Brian）有鑑於這個非凡時代的需求，故決定給他另一個機會。史諾登後來被帶到一個被稱為「山丘」的地方，他在那裡接受網絡戰的訓練及考驗。他在那裡明白到何謂「外國情報監察法」，那是由美國首席大法官任命的法官小組允許手令通過規避美國憲法第四修正案的公民權利。史諾登與他的同僚每人負責在家鄉建立一個隱蔽的通信網絡，刪除它，然後在八小時或更短時間內重建，取五個平均時間。史諾登於38分鐘內完成演習，讓歐布萊恩印象深刻。
同時，史諾登透過交友網站認識琳賽·米爾斯，儘管兩人的政治取態大相徑庭，但仍能相愛。2007年，史諾登於外交掩護下帶同米爾斯首次到日內瓦進行出國工作，他認識到擁有豐富的電子監控經驗的蓋布瑞·索爾（Gabriel Sol）。史諾登開始質疑他們任務上道德倫理的問題。一次，史諾登的上司為了得到情報而讓目標人物被控醉酒駕駛，讓史諾登決意辭去CIA的工作。
史諾登後來接受NSA在日本的工作，最初是建立一個程式的幌子，允許政府在緊急情況下備份來自中東的所有關鍵數據，一個他命名為「史詩庇護所」的程式。史諾登得知NSA及其他美國政府部門的做法不僅在日本使用，而是大部分美國目前正在與之結盟的國家，當中包括在管理政府的不同電腦中植入惡意軟件，基礎設施和金融部門亦然，若果有任何盟友反對美國的話，該國將遭到惡意襲擊以報復。因為與工作相關的壓力導致他跟米爾斯結束關係，她搬回馬里蘭州與家人同住。
三個月後，史諾登辭去NSA的工作並返到馬里蘭州跟米爾斯重新開始，但他仍為CIA提供諮詢。在狩獵之旅中，歐布萊恩透露一個在瓦胡島的行動中被中國的黑客反擊。史諾登被診斷患上癲癇症後，米爾斯同意指他應該加入這個行動，相信夏威夷的環境可能對他有好處。在「隧道」進行新工作，那是第二次世界大戰時的地堡，已經重新用於大規模電子監控和訊號情報的操作，史諾登得知「史詩庇護所」實際上是提供實時數據，讓美國的無人機駕駛員對阿富汗境內的恐怖主義嫌疑犯進行致命的打擊。
史諾登對於他成為致命反擊的一部分醒悟了，他把所有數據下載到辦公室的微型SD卡，然後把它藏於魔方中，然後告訴同事指他感到不適而早退，最終拋給警衛玩一下以避過安檢，順利把數據帶離辦公室。他建議米爾斯飛返馬里蘭州的家，而他則聯絡羅拉·柏翠絲及葛蘭·格林沃爾安排於香港進行會面。在記者們的協助下，那些資料於2013年6月5日經傳媒散播，並在隨後幾天發布額外的洩露。在這次事件後，史諾登在記者們的幫助下，他登上經過俄羅斯飛往拉丁美洲的航機以被偷運出香港。不過，他的護照被美國政府撤銷，迫使他無限期地留在莫斯科。他最終獲庇護三年，米爾斯稍後會合他，而他則繼續他的行動。

## 演員
| 演員             | 角色                              |
| 喬瑟夫·高登-李維 | 愛德華·史諾登（Edward Snowden）   |
| 雪琳·伍德莉      | 琳賽·米爾斯（Lindsay Mills）      |
| 梅莉莎·李歐      | 羅拉·柏翠絲（Laura Poitras）      |
| 沙查·昆圖        | 葛蘭·格林沃爾（Glenn Greenwald）  |
| 湯姆·威金森      | 艾文·麥卡斯基爾（Ewen MacAskill） |
| 史考特·伊斯威特  | 崔佛·詹姆士（Trevor James）       |
| 提摩西·奧利芬    | CIA探員吉尼瓦（CIA Agent Geneva） |
| 尼可拉斯·凱吉    | 漢克·佛瑞斯特（Hank Forrester）   |
| 班·史奈澤        | 蓋布瑞·索爾（Gabriel Sol）        |
| 凱斯·史坦費爾德  | 派屈克·海恩斯（Patrick Haynes）   |
| 瑞斯·伊凡        | 柯賓·歐布萊恩（Corbin O’Brian）   |
| 愛德華·史諾登    | 他自己                            |

## 製作
電影於2015年2月16日在德國的慕尼黑開拍。4月初，在華盛頓哥倫比亞特區進行。4月15日一直持續到4月18日，這期間皆在夏威夷拍攝。其中還包括了史諾登居住在一條街上的拍攝用房子。4月底，香港媒體報導，劇組於The Mira Hong Kong、美麗華商場、九龍海逸君綽酒店、和戶外的土瓜灣取景。拍攝一直持續至5月中旬。

## 發行
2015年2月20日，開路影業將電影定於2015年12月25日在美國上映。百代電影公司則排於2015年12月30日在法國上映，Universum定於2016年1月7日在德國發行。2015年10月7日，電影延至2016年5月13日在美國上映。2016年2月19日，日期又延至2016年9月16日，鎖定成為熱門獎季的競爭者。

### 評價
爛番茄新鮮度60%，基於250條評論，平均分為6.21/10，而在Metacritic上得到58分，IMDB上得7.2分，評價兩極但好評居多。主要認為電影以令人驚悚的史實為基礎，加上李維的優秀表現，讓整體看起來接近飽滿，但史東的執導方向扣了不少分。

### 票房
《神鬼駭客：史諾登》於2016年9月16日在美國上映，並與《追殺厄夜叢林》、《BJ有喜》、《讓希望崛起》共同上映競爭；分析師預估《神鬼駭客：史諾登》於首映週末能從二千四百四十三間戲院中獲得約1000萬美元的票房。美國首映週末開出800萬美元的票房，位居當週票房排名第四，這代表著史東於兩千間戲院上映的電影中首映週末最低的一部，台灣則於9月23日首映，首映週末收穫466萬新台幣的票房，位居當周第二，票房僅次於《薩利機長：哈德遜奇蹟》。

## 書籍
| 出版日期 | 書名                                     | 作者      | 出版社     | ISBN               |
| -------- | ---------------------------------------- | --------- | ---------- | ------------------ |
| 2014年   | 《史諾登檔案：世界最大泄密事件內幕揭秘》 | 盧克·哈丁 | 金城出版社 | ISBN 9787515510231 |

## 外部連結
- 互联网电影数据库（IMDb）上《神鬼駭客：史諾登》的资料（英文）
- Metacritic上《神鬼駭客：史諾登》的資料（英文）
- 爛番茄上《神鬼駭客：史諾登》的資料（英文）
- Box Office Mojo上《神鬼駭客：史諾登》的資料（英文）
- AllMovie上《神鬼駭客：史諾登》的资料（英文）
- 開眼電影網上《神鬼駭客：史諾登》的資料（繁體中文）
- Yahoo奇摩電影上《神鬼駭客：史諾登》的資料（繁體中文）
- 雅虎香港電影上《神鬼駭客：史諾登》的資料（繁體中文）
- 时光网上《神鬼駭客：史諾登》的資料（简体中文）
- 豆瓣电影上《神鬼駭客：史諾登》的資料 （简体中文）
- YouTube上的【神鬼駭客#史諾登Snowden】9月23日(五)全台上映.2016年8月24日.（繁體中文）